# Grace Moore
Mary Willie Grace Moore, född 5 december 1898 i Slabtown, Cocke County, Tennessee, död 26 januari 1947 i flygolyckan vid Kastrup utanför Köpenhamn, var en amerikansk sångerska och skådespelare.

## Biografi
I sin barndom drömde hon om att bli missionär. Emellertid hade hon alltid varit förtjust i musik, och när hon så fick höra den amerikanska operasångerskan Mary Garden blev detta en vändpunkt i hennes liv. Hon hade alltid fått veta från människor i sin omgivning att hennes röst var så otroligt vacker och hon beslutade sig så för att istället målmedvetet utbilda sin musikaliska talang.
Hon hade stora framgångar på Broadway där hon sjöng inför en hänförd publik, som höjde henne till skyarna. Hennes väg till framgång var dock inte alltid helt enkel; hon hade flera motgångar i början på sin karriär men gav aldrig upp. 
1930 skrev hon kontrakt med filmbolaget MGM och gjorde två filmer. Därefter fick hon sparken, eftersom hon hade gått upp några kilo i vikt. Hon fick emellertid en ny chans hos filmbolaget Columbia, och 1934 nominerades hon för en Oscar som bästa skådespelerska i filmen One Night of Love.
I maj 1936 besökte hon Stockholm, där hon framträdde i Konserthusets stora sal och sjöng arior ur Madama Butterfly och Carmen.
Hon gifte sig 1931 med den spanske skådespelaren Valentin Parara, och de lär ha levt i ett ovanligt lyckligt äktenskap. Paret ägde en villa i Cannes och ett hus i Paris, en jaktvilla i Skottland samt en egendom i Beverly Hills, Kalifornien.
Grace Moores karriär fick ett abrupt slut. Under en konsertturné i Skandinavien omkom hon den 26 januari 1947 i flygolyckan vid Kastrup utanför Köpenhamn. I denna olycka omkom även Sveriges arvprins, Gustaf Adolf, den danska skådespelaren Gerda Neumann (syster till Ulrik Neumann) och den danske filmproducenten Jens Dennow.

## Filmografi
- 1930 – Jenny Lind (A Lady's Morals) – Jenny Lind
- 1930 – Nymåne
- 1932 – Jenny Lind (franskspråkig nyinspelning av filmen från 1930, i regi av Arthur Robison)
- 1934 – Den sjungande Venus
- 1935 – Älska mig evigt
- 1936 – Cissy
- 1937 – När man är kär
- 1937 – Jag älskar romantik
- 1939 – Louise